# Legeriomyces lichtwardtii
Legeriomyces lichtwardtii är en svampart som beskrevs av Siri 2010. Legeriomyces lichtwardtii ingår i släktet Legeriomyces och familjen Legeriomycetaceae.   Inga underarter finns listade i Catalogue of Life.